# Mónico Bueso Soto

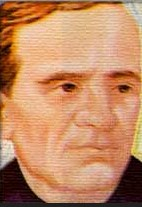
Mónico Bueso

Mónico Bueso Soto (* 1810 in Comayagua) war vom 27. August bis 21. September 1839 im Regierungskabinett mit Francisco de Aguilar die Regierung von Honduras.

## Leben
Seine Eltern waren Isabel Soto und Pedro Regalado Bueso.
Sein Bruder war José Santiago Bueso Soto.
1838 bis 1839 war José María Bustillo Delegierter in einer verfassungsgebenden Versammlung für das Departamento Yoro.
1839 bis 1840 war José María Bustillo Außenminister, u. a. im Regierungskabinett von José Francisco Zelaya y Ayes.
Die Truppen von General José de la Trinidad Francisco Cabañas Fiallos hatten 1839 den Regierungssitz Comayagua besetzt.
José María Bustillo war Mitglied der Kommission, welche das Amt des Supremo Directors, wie der Staatschef bis 1848 bezeichnet wurde, an José Francisco Zelaya y Ayes in Juticalpa vergab.